# スーパーギャグ大行進
『スーパーギャグ大行進』（スーパーギャグだいこうしん）は、1981年4月11日から同年9月29日までTBSの土曜12:00 - 13:00（JST）に放送されたバラエティ番組である。

## 概要
演芸人が出演しながら、本業をやらせないという、変わった試みに挑戦する演芸バラエティ・ショー。「コントラマ」を始め、様々なコーナーで構成されている。

## 出演者
- 所ジョージ（司会）
- 安田由紀子（アシスタント）